# Edward-Alfred Cowper
Pour les articles homonymes, voir Cowper.
Edward-Alfred Cowper (10 décembre 1819 – 9 juin 1893) était un ingénieur, mécanicien et métallurgiste britannique.

## Biographie
Edward-Alfred Cowper naît le 10 décembre 1819 à Londres. Son père, Edward Shickle Cowper (en), est un mécanicien spécialiste de l'imprimerie, en particulier des billets de banque. Outre cette expertise, il est à la tête du département d'ingénierie du King's College de Londres.
En 1833, à 14 ans, il commence un apprentissage de 7 ans chez John Braithwaite (en), un des experts les plus reconnus de l'époque sur le chemin de fer. 

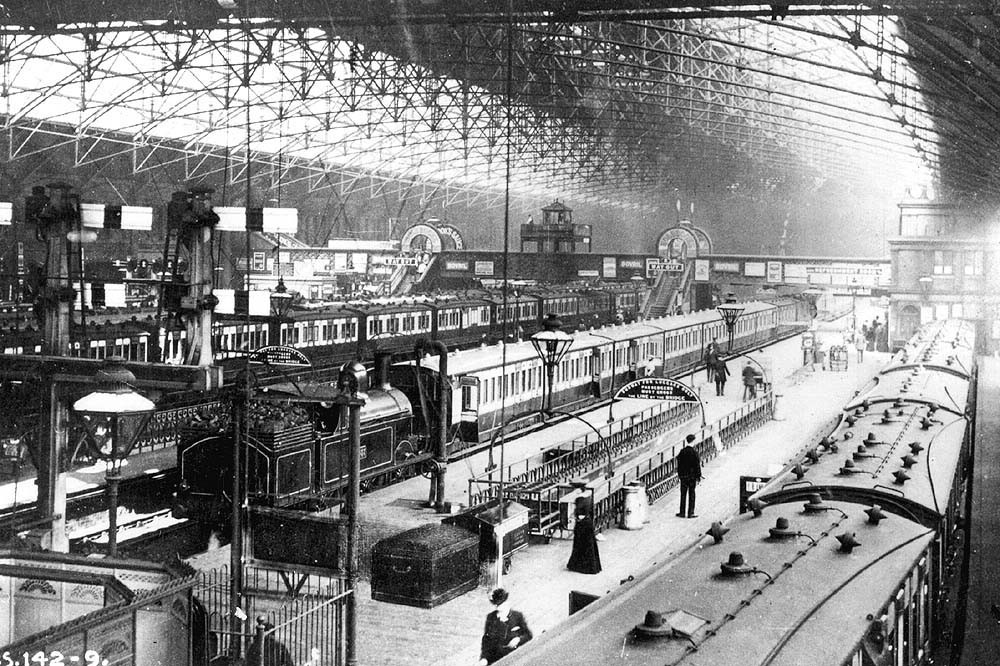
La toiture de la gare de Birmingham New Street dans les années 1890.

En 1841, son apprentissage fini, il rejoint Fox and Henderson, ingénieurs spécialisés dans les structures et le chemin de fer. Il y conçoit la toiture de la gare de Birmingham New Street en fer puddlé. Alors que la conception initiale prévoyait des colonnes de support intermédiaires, Cowper propose une construction d'un seul tenant, plus adaptée à la configuration très encombrée de l’environnement de la gare. À sa construction, avec une portée de 63,3 mètres (211 pieds), cette halle est la plus grande toiture en fer du monde. 
Il se marie en 1847 avec Juliana Hanson, âgée de 22 ans. Ils auront ensemble 8 enfants. En 1851, les Cowper vivent à Birmingham. En 1856, dans un brevet relatif à la fabrication de bougies, l'inventeur se présente comme domicilié à Westminster.
Il participe à la préparation de l'Exposition universelle de 1851, en supervisant la préparation des plans du Crystal Palace. Mais en 1851, alors qu'il à 32 ans, il démissionne de son poste de chef du bureau des dessinateurs de Fox and Henderson, et commence à travailler à son propre compte. C'est pendant cette période qu'il conçoit et perfectionne le four régénératif à vent qui porte son nom. Un papier retraçant la genèse et les perfectionnements apportés à son four, et présenté en 1870 à l'Institution of Mechanical Engineers (en), est récompensé par une médaille de Watt et un premium Telford.
Il s'intéresse également au perfectionnement des machines à vapeur, en particulier sur la diminution de leur consommation en vapeur. Il se fait l'avocat des machines compound et des chemises de vapeur (steam jacket) pour surchauffer la vapeur utile entrant dans les pistons. Il met au point en 1858 un chemisage à vapeur du ballon récepteur entre les pistons de moteurs compound, que la Royal Navy adopte et surnomme la « bouilloire de Cowper » (Cowper hot-pot). Il suggère aussi de créer des machines compound dont les deux pistons (haute et basse pression) sont orientés à 90°, afin de simplifier les moteurs de faible puissance sans sacrifier leur rendement. Les corvettes de la Classe Briton (en) sont les premières à adopter ce principe.
En 1880-81, il préside l'Institution of Mechanical Engineers, dont il est un des membres fondateurs et au sein de laquelle il est très actif.
Il s'oriente alors vers des recherches plus scientifiques que techniques. En 1887, il effectue une série d'expérimentations pour vérifier l'équivalence entre travail et chaleur, complétant et validant les résultats de l'expérience de Joule.
Il décède d'une pneumonie aiguë le 9 juin 1893, à 73 ans, à Weybridge. Quelques semaines avant, il s'était associé avec son fils Charles E. Cowper, afin de soulager sa charge travail.

## Invention du four à vent chaud
Dans le contexte d’évolution des techniques métallurgiques du XIXe siècle, combustibles, foyer et chaleur sont des axes de recherches essentiels, car l’acier et le fer ont des températures de fusion élevées. Des appareils de récupération de la chaleur, permettant le réchauffage de l’air utilisé dans les fours sidérurgiques, ont été ainsi proposés par Wilhelm Siemens, qui reprenait l’idée de Robert Stirling brevetée en 1816. Puis, en 1856, Friedrich Siemens brevette un appareil utilisant le gaz de haut fourneau récupéré au gueulard.
Cowper dépose le 19 mai 1857 un brevet intitulé Améliorations dans les Fours pour chauffer l'air et autres fluides élastiques et les premiers appareils de Cowper sont construits aux usines de Clarence en 1860. Avec la fabrication du coke, qui fit de grands progrès entre 1850 et 1860, et l’apparition du laminoir réversible, la valorisation des gaz du gueulard avec les appareils de Cowper sont des faits d’une grande importance pour l’évolution de la métallurgie.
Les premiers fours de réchauffage de l'air de Cowper atteignent, dès leur mise en service, 29 m3 d'air à la minute à une température de 650  à   700 °C. Cette invention met un terme aux nombreuses recherches effectuées pour insuffler de manière économique de l'air à près de 1 000 °C. Il est en effet capable de valoriser les gaz sidérurgiques (Gaz de haut fourneau et gaz de cokerie) avec un bon rendement (> 85 %), tout en garantissant un coût d'entretien très faible. Quelques améliorations ultérieures, tels que brûleurs et rûchage, n'ont pas changé fondamentalement le principe de ces fours, qu'on appelle simplement des cowpers en français.

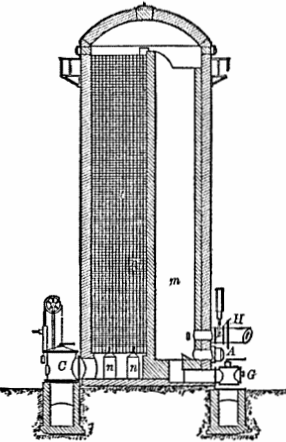
Vue en élévation du four inventé par E-A. Cowper.
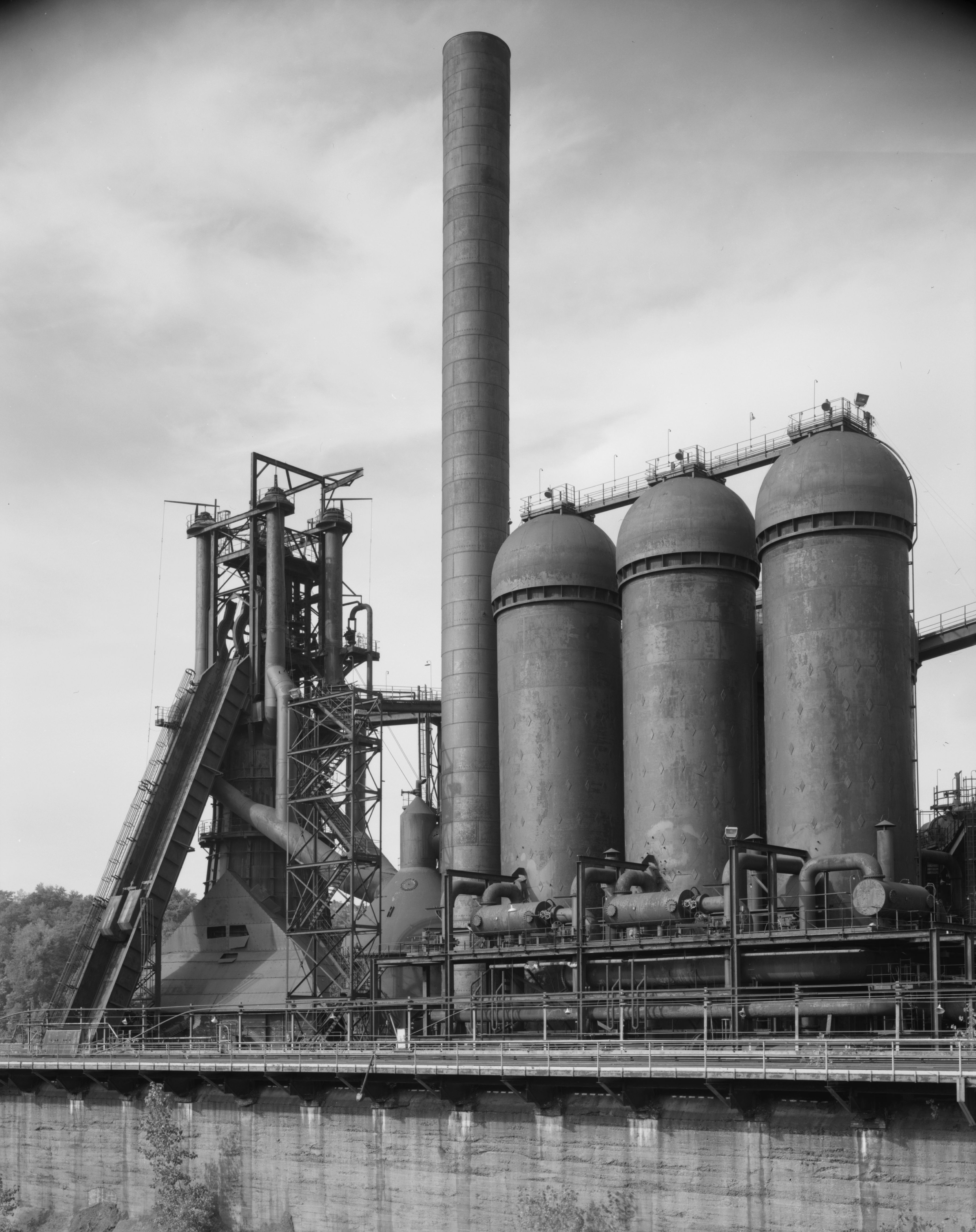
Batterie de fours de Cowper à U.S. Steel
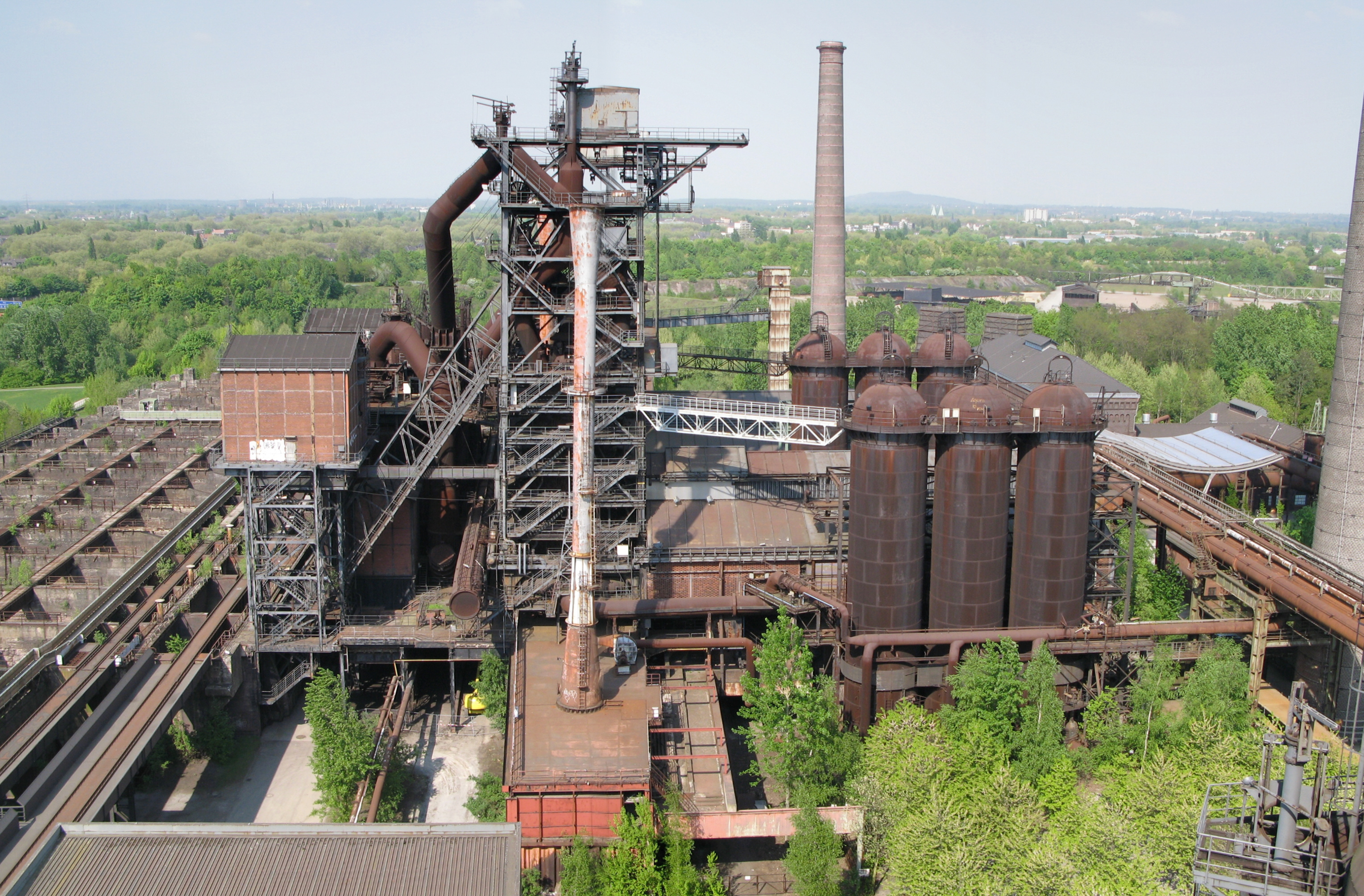
Les Cowpers des deux hauts fourneaux de Duisbourg

L'invention de Copwer induit la mise au point d'autres technologies, comme la mesure des hautes températures. En effet, la mesure de la température du vent avec des éprouvettes de fusion en divers métaux atteint alors ses limites : les éprouvettes utilisés jusqu'alors en plomb (point de fusion de 327,4 °C) et zinc (419,5 °C) doivent être abandonnées, même l'antimoine (630,6 °C) fondant en quelques secondes.
Des variantes du four de cowper apparaitront régulièrement : le Britannique Thomas Whitwell (en) (1837-1878) propose un four où le vent et les fumées font un long cheminement, en va-et-vient, à grande vitesse, alors que Cowper a privilégié un circuit court où le vent circule lentement. Whitwell fait aussi monter l'air entre des murs de briques plans pour faciliter le nettoyage de l'ensemble, que la fumée due à la combustion encrasse rapidement. Il multiplie les brûleurs et fonctionne en excès d'air pour éviter les points chauds. Quoique remarquables pour ses contemporains, ces innovations n'apportent finalement que peu d'avantages et disparaissent progressivement au profit de la conception initiale de Cowper.

## Autres inventions
Cowper a déposé, le 1er décembre 1868 un brevet (no 3886) relatif à l'invention de la roue à rayons. Sa contribution à cette invention d'importance essentielle est cependant difficile à évaluer car « il n'y a malheureusement aucun dessin illustrant le brevet, et on ne sait rien sur Cowper en tant que fabricant, pas plus qu'on ne dispose d'information sur des roues de ce type vendues à cette date ».

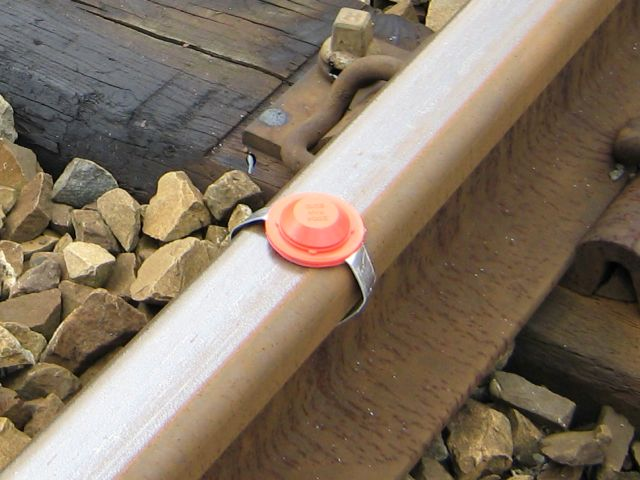
Détonateur moderne, ou pétard, utilisé en signalisation ferroviaire.

Cowper est également connu pour avoir inventé, en 1841, le détonateur (en) utilisé en signalisation ferroviaire. Quelques sources fixent l'invention de cet accessoire en 1837, alors qu'il travaillait chez John Braithwaite (en). Toujours est-il que les premiers tests sont réalisés sur la ligne de Londres à Croydon (en) et que le général Pasley, alors inspecteur général des chemins de fer, en recommande la généralisation dans un rapport daté du 14 avril 1844.
Cowper a été un inventeur prolifique. Parmi les brevets qu'il dépose, on peut également relever :
- 1846 : moulage de chaises d'attache de rails ;
- 1856 : fabrication de bougies (procédé adopté par Price's Candles (en)) ;
- 1859 : un stylo-télégraphe : la position d'un stylo est codée en X-Y, et transmise par 2 fils de télégraphe, mais « l'idée était trop en avance sur son temps, et rien n'en sorti[2] » ;
- un dispositif pour récupérer le plomb dans les fumées (l'idée était alors uniquement motivée par des considérations économiques) ;
- une machine pour couper le sucre en morceaux ;
- une égreneuse de coton améliorée.

Le grand nombre de brevets qu'il dépose dans des domaines très variés, l'amènent à être sollicité comme conseil en propriété industrielle. 
Quelques publications démontrent son expertise dans l'ingénierie thermique et mécanique. Celles-ci enrichissent les bulletins de  l'Institution of Mechanical Engineers :
- 1847 : An Inverted Arch Suspension Bridge, une méthode pour rigidifier le tablier des ponts suspendus jamais utilisée car rendue obsolète par la mise au point des treillis ;
- 1851 : On a New Method of Moulding Railway Chairs ;
- 1853 : Cugnot’s Locomotive for Use on Common Roads ;
- 1854 : Description of the Wrought-Iron Roof over the Central Railway Station at Birmingham ;
- 1855 : Blast Engines for the East Indian Iron Company ;
- 1858 : Two Pairs of Horizontal Pumping Engines ;
- 1860 : Regenerative Hot-Blast Stoves working at a temperature of 1,300 degrees Fahrenheit ;
- 1883 : The Inventions of James Watt, and his Models preserved at Handsworth and South Kensington ;
- 1884 : Steam-Engine, qui est un élément de la série de publications Heat in its Mechanical Applications ;
- 1892 (?) : Breakdown of the RMS Umbria (en).